# Somjit Jongjohor
Somjit Jongjohor (in lingua thai สมจิตร จงจอหอ; 19 gennaio 1975) è un pugile thailandese.

## Carriera pugilistica
Somjit Jongjohor è stato medaglia d'oro nei pesi mosca ai giochi asiatici del 2002. In seguito, ha ottenuto il primo posto anche ai campionati mondiali di Bangkok 2003.
Ai giochi asiatici del 2006 si è classificato soltanto secondo, così come ai mondiali del 2007. In questi ultimi è stato sconfitto in finale da Raushee Warren. In semifinale aveva battuto l'italiano Vincenzo Picardi.
Nel corso della XXIX Olimpiade di Pechino del 2008, ha raggiunto la finale, eliminando ancora una volta Picardi in semifinale. Il 23 agosto ha vinto la medaglia d'oro, sconfiggendo il cubano Andry Laffita.